# بریتیش کلمبیا
بریتیش کلمبیا (به انگلیسی: British Columbia، به‌معنای کلمبیای بریتانیایی)، (به فرانسوی: la Colombie-Britannique) غربی‌ترین استان کانادا است که در میان رشته‌کوه راکی و اقیانوس آرام قرار گفته‌است. بریتیش کلمبیا از شمال با قلمروهای شمال غرب و قلمرو یوکان، از شرق با استان آلبرتا، از جنوب با ایالت واشینگتنِ امریکا و از غرب با اقیانوس آرام همسایه است. مرکز استان بریتیش کلمبیا شهر ویکتوریا و بزرگ‌ترین شهر آن ونکوور است. این استان در سال ۱۸۷۱، به عنوان ششمین استان به کنفدراسیون کانادا پیوست.

## مقدمه
این استان غربی‌ترین استان کانادا و در کنار اقیانوس آرام جای دارد. بریتیش کلمبیا با داشتن مناطق زیبای طبیعی (۶ پارک ملی). بنابر سرشماری سال ۲۰۱۷ نزدیک به ۴/۸ میلیون نفر را در خود جای داده‌است و بسیاری از ساکنان این استان در منطقه لوئر مین‌لند ساکن هستند.
مساحت این استان به اندازه جمع مساحت کشورهای فرانسه، آلمان و هلند است. این شهر با داشتن بالغ بر ۲/۵ میلیون نفر جمعیت سومین شهر پرجمعیت کانادا محسوب می‌شود.
سالانه در حدود ۳۵۰۰۰ نفر مهاجر وارد این استان می‌شوند و در کل مهاجرین بخش مهمی از جمعیت استان را تشکیل می‌دهند. درحقیقت حدود ۴۲ درصد از جمعیت ونکوور خارجی هستند. بیشتر چینی‌های کانادا در این شهر زندگی می‌کنند. محیط چند فرهنگی و سطح عالی زندگی، این استان را مقصد بیشتر مهاجران به کانادا کرده‌است.
این استان میزبان بازی‌های المپیک زمستانی ۲۰۱۰ در شهرهای ونکوور و ویسلر بود.

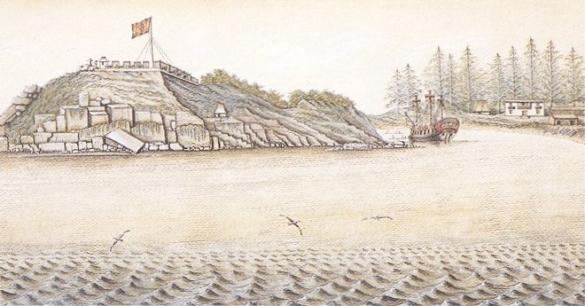
قلعه «سن میگل» متعلق به امپراتوری اسپانیا در جزیره نوکتا (۱۷۹۳ میلادی)

## تاریخچه
این استان یکی از غنی‌ترین تاریخچه‌های بومی کانادا را دارد. باستان شناسان شواهدی از حضور انسان در این استان در حدود ۱۱۵۰۰ سال پیش یافته‌اند. به دلیل داشتن خط ساحلی، این استان بالاترین تراکم جمعیت بومی در کانادا را دارد. در زمان ورود اروپایی‌ها بیشتر از نیمی از ساکنان فعلی کانادا در این استان زندگی می‌کردند.
ورود اروپایی‌ها با ورود کاشفان معروف انگلیسی به نام‌های جیمز کوک و ناخدا جورج ونکوور در اواخر دهه ۱۷۰۰ آغاز شد. به‌دنبال این کاشفان، بازرگانان پوست نیز به‌طور دائم در این استان ساکن شدند. اصلیت بیشتر شهرهای بزرگ این استان به تجارت پوست بر می‌گردد. این استان به عنوان ششمین استان در سال ۱۸۷۱ به کنفدراسیون کانادا پیوست و مرزهای این استان در اواخر سده نوزدهم میلادی مشخص شدند. در طول این مدت، بریتیش کلمبیا پذیرای مهاجران بسیاری از سراسر جهان به‌ویژه اروپا، چین و ژاپن بوده‌است. با ساخت راه‌آهن در این استان، اقتصاد آن از کشاورزی به معدن و جنگلداری تغییر کرد. اقتصاد این استان بعد از جنگ جهانی دوم شکوفا شد. با درآمد خوب به دست آمده از جنگلداری، استان شروع به سرمایه‌گذاری در مدرن کردن اقتصاد کرد. این دوره همچنین دوره شکوفایی فرهنگ استان بود. شهرهای ونکوور و ویکتوریا به مراکز فرهنگی و هنری تبدیل شدند و صدها نویسنده، هنرمند، شاعر و موسیقیدان را به سمت خود جذب کردند.
امروزه این استان دارای اقتصادی شکوفا و سطح زندگی عالی است. شهرهای این استان جزو تمیزترین و بهترین شهرهای جهان به‌شمار می‌آیند. این شرایط موجب شد تا بازی‌های المپیک زمستانی ۲۰۱۰ در این استان برگزار شود.

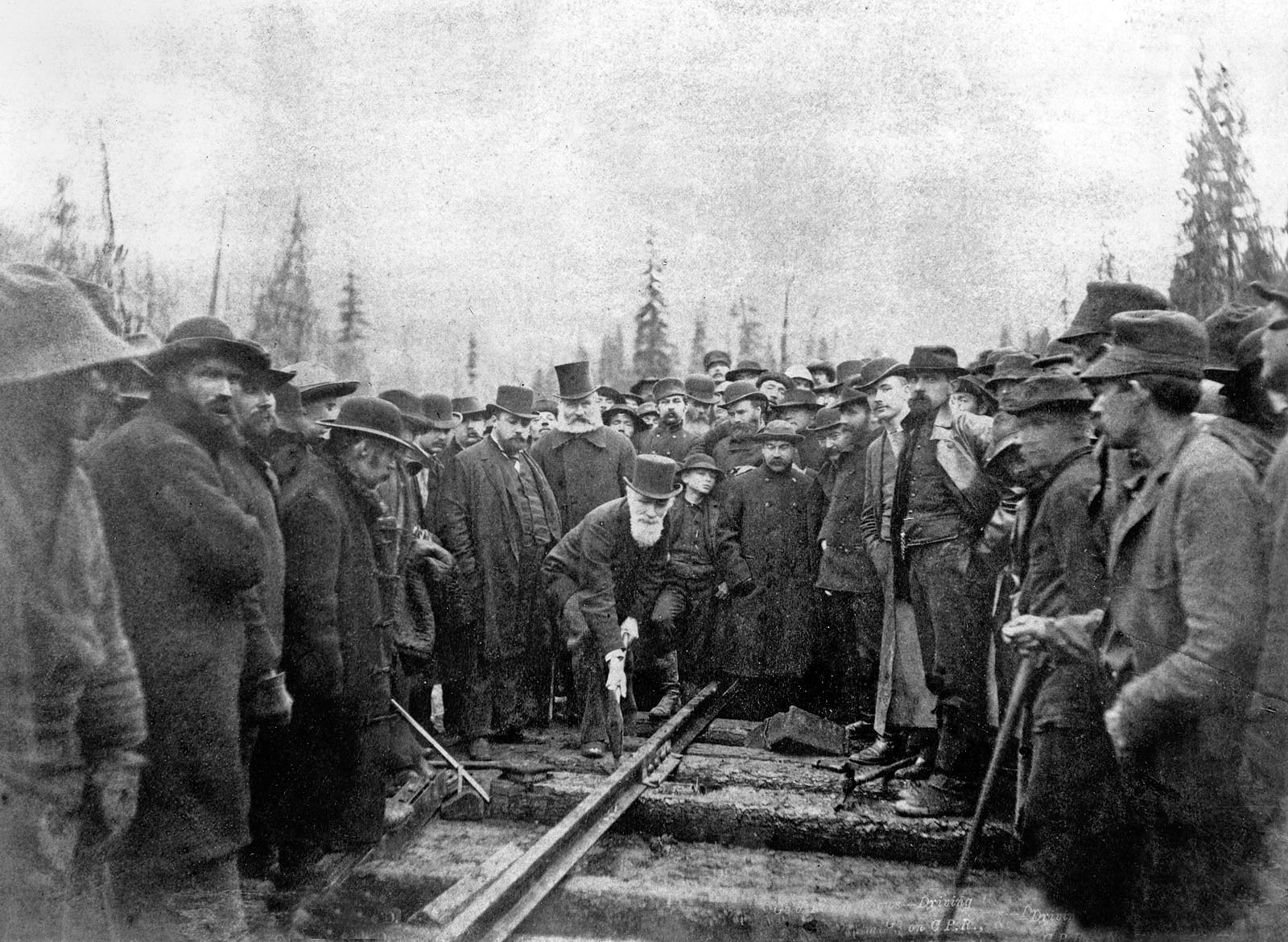
ساخت راه‌آهن (نوامبر ۱۸۸۵ میلادی)

## دولت
دولت کانادا با یک سیستم فدرال با کنترل بر برخی از امور متعلق به دولت ملی با مرکزیت اتاوا و دیگر امور تحت کنترل دولت استانی عمل می‌کند. این استان مجلس انتخابی دموکراتیک خود را دارد (مجمع قانونگذاری بریتیش کلمبیا) که در مرکز استان، شهر ویکتوریا واقع است. ۸۵ نماینده از سراسر استان (MLA) با رأی اکثریت مردم در هر حوزه انتخاب می‌شوند.
فرماندار بریتیش کلمبیا، جودیت گوچان نماینده ملکه بریتانیا در استان بریتیش کلمبیا است. در نبود فرماندار در مجلس ممکن است او یک مدیر را برای اجرای وظایف دفتر خود منصوب کند. از این رو در عمل، معمولاً رئیس دادگستری بریتیش کلمبیا جانشین اوست. دولت وزرایی را برای مناصب مختلف انتصاب می‌کند، اگر چه رسماً بخشی از شورای اجرایی بریتیش کلمبیا (کابینه)، توسط رئیس دولت یا نخست‌وزیر تعیین می‌شود.
دولت فعلی استان تحت کنترل حزب لیبرال بریتیش کلمبیا به رهبری کریستی کلارک است که در انتخابات ماه مه سال ۲۰۰۹ گوردون کمپبل نخست‌وزیر پیشین را پس زد. انتخابات این استان هر ۴ سال به‌طور منظم انجام می‌گیرد.
حزب لیبرال بریتیش کلمبیا وابسته به حزب لیبرال کانادا نیست و همان عقاید را دنبال نمی‌کند. این حزب بیشتر ائتلاف متنوعی است از باقی‌مانده‌های حزب اعتبار اجتماعی، بسیاری از اعضای حزب لیبرال کانادا، محافظه کاران فدرال و افراد دیگر است،

## جمعیت
جمعیت این استان در حدود ۴/۷ میلیون نفر است و رشد ثابت جمعیت ۵ درصد است. جمعیت این استان در سال ۱۹۹۱ در حدود ۳٬۲ میلیون نفر بوده و نرخ زاد و ولد فقط ۱/۴ است که کمترین از متوسط کانادا (۱/۶) است. این بدین معنی است که استان رشد جمعیت خود را در مهاجرت می‌داند. این استان برای استفاده از نیروی کار به شدت به مهاجرت نیاز دارد. به دلیل نزدیکی این استان به اقیانوس آرام و قاره آسیا، بیشتر مهاجرین از سمت آسیا وارد استان می‌شوند. تقریباً ۱۰ درصد ساکنان این استان چینی هستند. البته جمعیت بسیاری از ژاپنی‌ها، فیلیپینی‌ها و کره‌ای‌ها در این استان زندگی می‌کنند. همچنین شمار بسیاری از اهالی آسیای جنوبی در جنوب ونکوور و در سوری ساکن هستند. در این استان مجموعه‌ای جالب از تقریباً تمام فرهنگ‌های جهان دیده می‌شود.

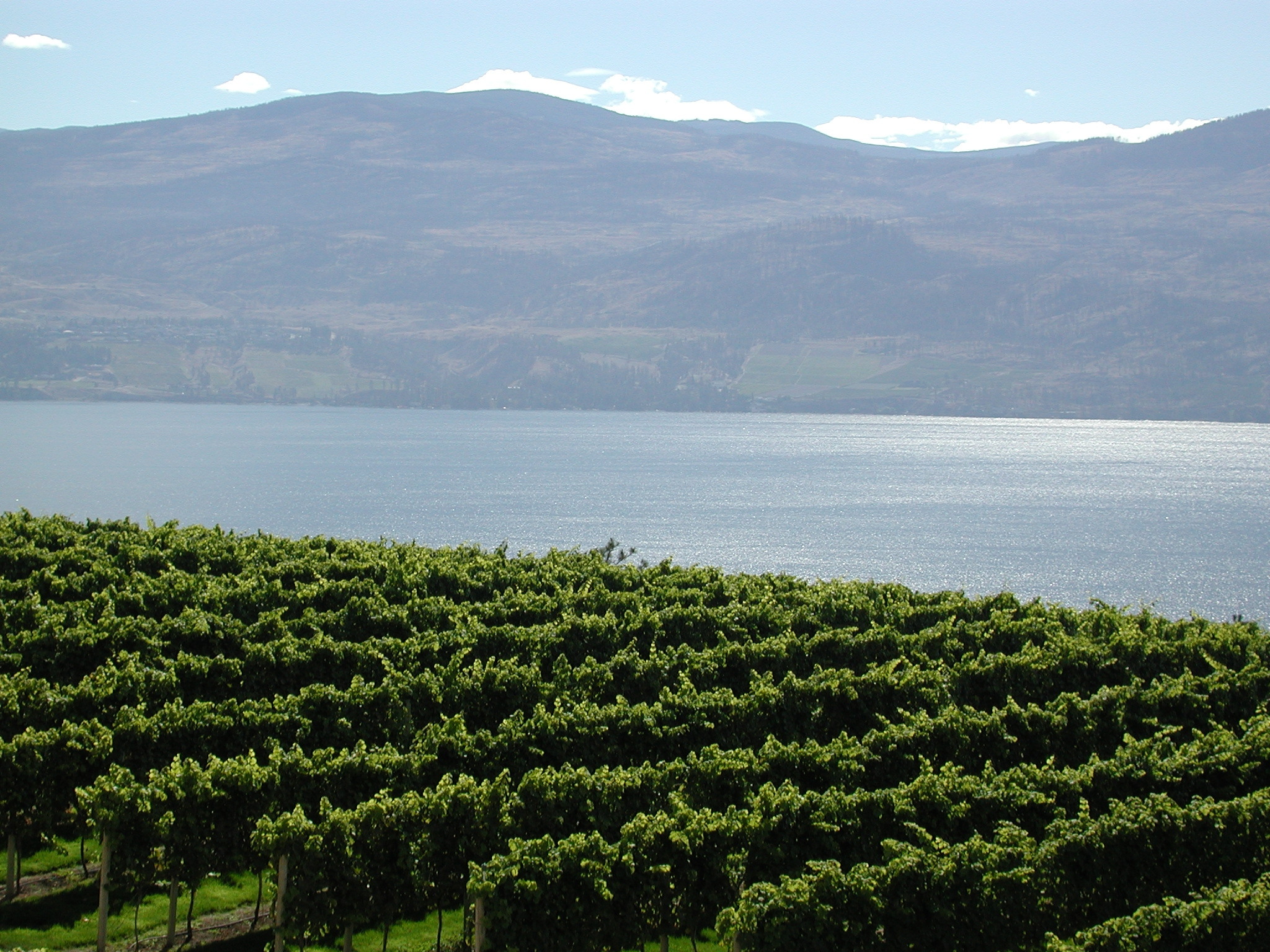
کناره دریاچه اوکاناگان محل مناسبی برای کشت تاکستان است

### مهاجرت
مهاجرت نقش مهمی در شکل‌گیری این استان در گذشته و در اقتصاد آن در حال حاضر دارد. با کاهش آمار زاد و ولد در این استان، مقامات استان رشد جمعیت آتی خود را در مهاجرت می‌بینند. این استان جهت کمک به جذب مهاجر در برنامه انتخاب استانی شرکت دارد که به روند جذب مهاجر و صدور ویزا سرعت می‌بخشد. افراد می‌توانند در دو روش در این برنامه شرکت کنند: حرفه استراتژیک (متخصصین مورد نیاز در بریتیش کلمبیا) و گروه تجاری (مدیران و سرمایه‌گذاران). این استان مقصد مهاجرانی است که از طریق برنامه نیروی کار خارجی موقت اقدام می‌کنند.

### ایرانیان بریتیش کلمبیا
این استان مقصد بسیاری از مهاجران ایرانی است. بسیاری از ایرانی-کانادایی‌های بریتیش کلمبیا در ونکوور بزرگ به‌ویژه در ونکوور شمالی، وست ونکوور و ترای سیتیز (شامل کوکیتلام، پورت کوکیتلام و پورت مودی) ساکن هستند.

برخی از مقامات محلی این استان ایرانی هستند. در فروردین ۱۳۹۷ استان بریتیش کلمبیا عید نوروز را وارد تقویم رسمی خود کرد. در چند سال اخیر نازنین افشین جم و رامونا امیری از ونکوور عنوان دختر شایسته کانادا انتخاب شده‌اند.

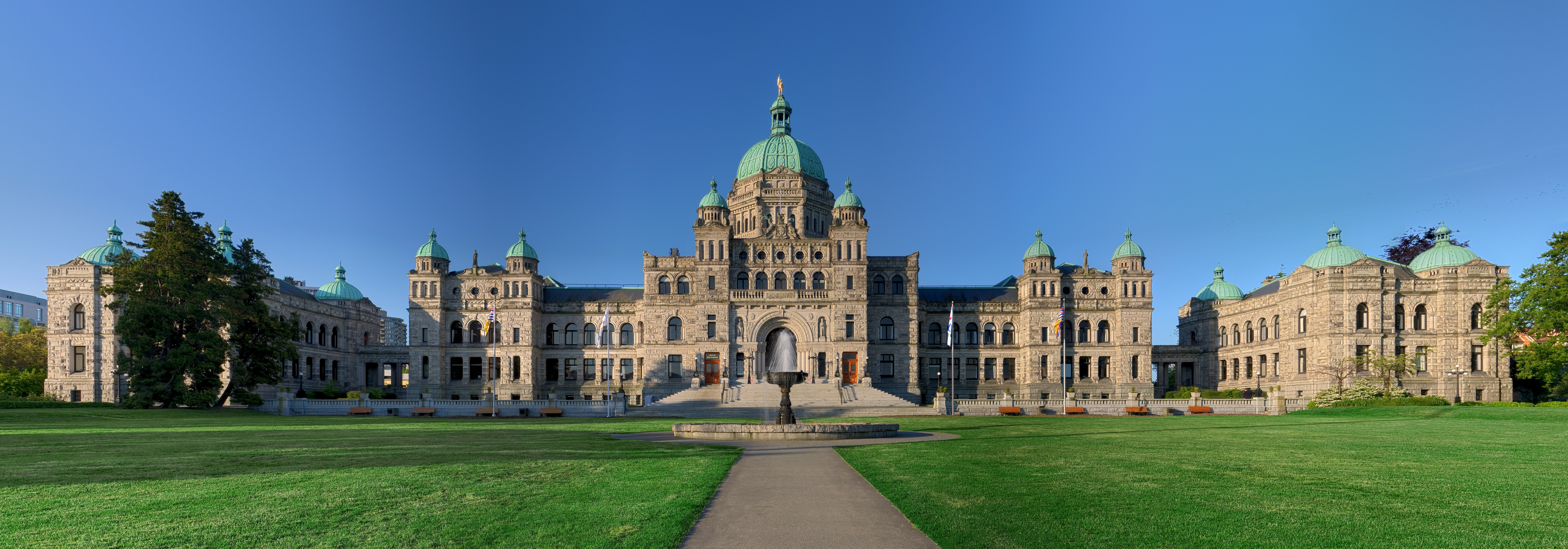
ساختمان مجلس قانونگذاری بریتیش کلمبیا در شهر ویکتوریا

## شهرهای اصلی
بریتیش کلمبیا دارای ۵۱ شهر است که جمعاً جمعیتی معادل ۳٬۰۳۳٬۰۴۶ نفر و به‌طور متوسط جمعیت ۵۹٬۴۷۱ نفر به ازای هر شهر در سرشماری سال ۲۰۱۱ داشته‌است. در این سال بزرگترین و کوچکترین شهرهای بریتیش کلمبیا ونکوور و گرین وود با جمعیت ۶۰۳٬۵۰۲ و ۷۰۸ بوده‌است. بزرگترین شهر از نظر وسعت ابوتسفورد است با مساحت ۳۷۵٫۵۵ کیلومتر مربع (۱۴۵٫۰۰ مایل مربع) و کوچکترین شهر دانکن با ۲٫۰۷ کیلومتر مربع (۰٫۸۰ مایل مربع) هستند.

### پرجمعیت ترین شهرها
ونکوور با جمعیت ۶۳۰.۰۰۰ نفر
ویکتوریا با جمعیت ۲۸۹،۶۲۵
سوری با جمعیت ۳۹۴،۹۷۶
برنابی با جمعیت ۲۰۲،۷۹۹
ریچموند با جمعیت ۱۸۹،۰۰۰
کوکیتلام با جمعیت ۱۱۴،۵۶۵
ابوتسفورد با جمعیت ۱۵۱،۶۸۳
که همگی به جز ویکتوریا جزئی از منطقه کلان شهری ونکوور هستند.

### ونکوور
ونکوور بزرگترین شهر استان و یکی از ده شهر ممتاز جهان است. خود شهر جمعیتی در حدود ۶۳۰٬۰۰۰ نفر دارد ولی کل فضای شهری اطراف موسوم به ونکوور بزرگ در حدود ۲/۵ میلیون نفر ساکن دارد که آن را به سومین شهر پرجمعیت کانادا و پرجمعیت‌ترین در غرب کانادا مبدل ساخته‌است. این شهر در آغاز پایه‌گذاری در سال ۱۸۸۶ فقط هزار نفر جمعیت داشت. اما در سال ۱۹۱۱ جمعیت آن به ۱۰۰٬۰۰۰ نفر رسید. ونکوور به همراه شهر مجاور ویسلر میزبان بازی‌های المپیک ۲۰۱۰ بود.

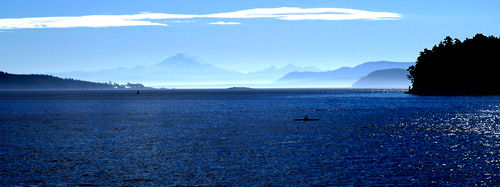
صبح‌گاه تنگه جورجیا در نزدیکی ونکوور

ونکوور برخلاف دیگر مناطق کانادا آب و هوایی ملایم دارد و خبری از زمستان‌های سرد در آن نیست. با توجه به این آب و هوای مناسب، پارک استنلی یکی از بزرگترین پارک‌های آمریکای شمالی در این شهر قرار دارد. دیگر مواردی که فضای این شهر را دیدنی‌تر می‌کنند کوه‌های شمال و اقیانوس آرام در غرب هستند.
از این شهر گاهی به «شهر محله‌ها» نام برده می‌شود. این محله‌ها نشانگر وجود هویت مهاجران ساکن در این شهر هستند. از این محله‌ها می‌توان به «Little Italy","Japan town» یا بازار «Punjab» اشاره کرد. از مناطق غیر بومی می‌توان به Granville و Gastown با حال و هوای خاص خود نام برد.
سطح بالای زندگی در این شهر مهاجران را به سمت خود جذب می‌کند و نتیجه آن وجود چندین فرهنگ مختلف در این شهر است که زبان اول آن‌ها غیر از انگلیسی است. اگر چه فرهنگ‌های متفاوتی در کل شهر دیده می‌شود، اما یک فرهنگ جالب جدید در این شهر به وجود آمده‌است که تمام فرهنگ‌ها در آن نقش دارند. برای مثال جشنواره قایق اژدها تنها برای چینی‌های کانادا نیست بلکه بسیاری از ساکنان شهر در آن شرکت دارند.
اقتصاد ونکوور بر اساس خدمات مالی است. این شهر نقطه مهمی در ترابری کالا از اقیانوس آرام است. میزان صادرات از این بندر بالاترین مقام را در آمریکای شمالی دارد. اخیراً هزینه‌های کم در ونکوور موجب شده تا سومین مرکز فیلم‌سازی در آمریکای شمالی (بعد از نیویورک و لس‌آنجلس) شده و تعداد زیادی از شرکت‌های فیلم‌سازی وارد این شهر شوند و اصطلاحاً نام «Holly Wood North» را به این شهر دهند. وجود دانشگاه‌های تراز اول، این شهر را به محل حضور صنایع خیلی پیشرفته و مخابرات و طراحی بازی‌های تصویری مبدل ساخته‌است.

### ویکتوریا
ویکتوریا مرکز استان بریتیش کلمبیا است که در جزیره ونکوور واقع شده‌است. جمعیت این شهر در سال ۲۰۱۷ میلادی ۸۵٬۰۰۰ نفر و جمعیت کلان‌شهر (ویکتوریا و حومه) ۳۶۷٬۰۰۰ نفر بوده‌است.

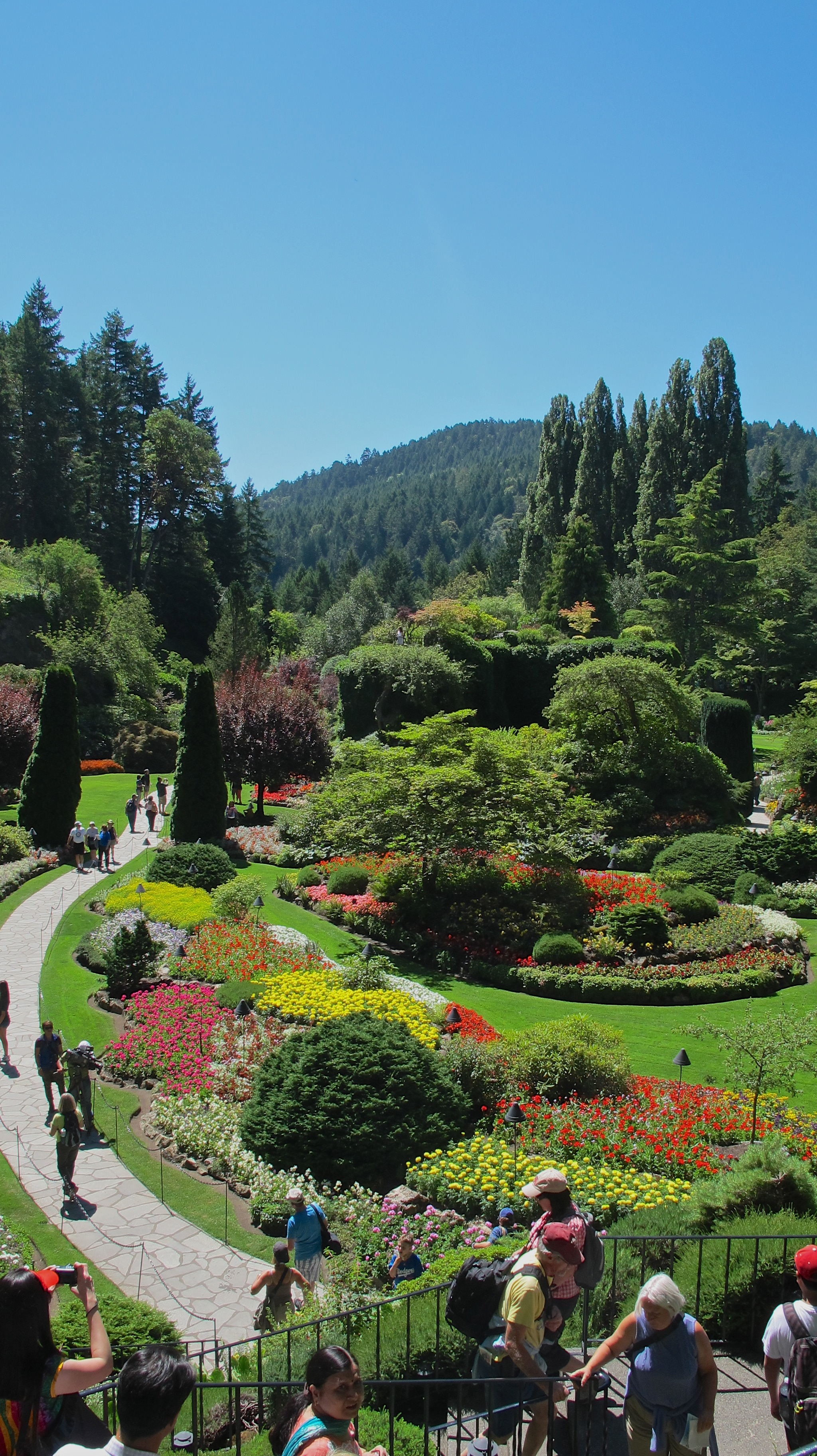
باغ‌های بوچارت

## اقتصاد
استان بریتیش کلمبیا، بزرگترین صادرکننده الوار و محصولات چوب در کانادا است. صادرات الوار در کنار فیلم‌سازی و شیلات یکی از سه صنعت اصلی بریتیش کلمبیا است.
اگرچه بیشتر اقتصاد این استان به‌طور سنتی بر منابع طبیعی تکیه دارد اما در سال‌های اخیر شکل آن به سمت صنایع و کارهای خدماتی تغییر کرده‌است. جنگل‌داری، معدن و مخابرات از بخش‌های مهم اقتصادی این استان به حساب می‌آید.
گردشگری یکی از منابع اصلی درآمد این استان است. این استان مناظر طبیعی زیبایی از جمله رشته‌کوه راکی، هزاران کیلومتر خط ساحلی و مساحت زیادی از مناطق سرسبز را در بر می‌گیرد. بریتیش کلمبیا بزرگترین شیلات در کانادا و زمین‌های کشاورزی و دامداری بسیاری را دارا است. همچنین این استان سومین تولیدکننده نیروی برق‌آبی و دومین تولیدکننده گاز طبیعی در کانادا است.
این استان محل خوبی جهت پیدا کردن کار است. زیرا نرخ بیکاری به پایین‌ترین سطح خود در ۳۰ سال گذشته رسیده‌است (۴٫۵ درصد). بیشتر این مشاغل در حیطه خدمات و فناوری قرار دارند. انتظار می‌رود که این رشد در آینده نیز ادامه پیدا کرده و فرصت‌های شغلی بسیاری برای مهاجرین در استان فراهم آید.

## سطح استاندارد زندگی
این استان به دارا بودن سطح بالای زندگی با داشتن شهر ونکوور یکی از شهرهای مهم جهان ار لحاظ کاری و زندگی شناخته شده‌است. این استان با امکانات اقتصادی و رفاهی بسیار خوب به مهاجرین جدید سرویس می‌دهد. سطح زندگی در ویکتوریا و مناطق داخلی مثل کلونا نیز به همین صورت است.
به دلیل هزینه بالای مسکن، هزینه‌های زندگی در این استان بسیار بالا است. اما متوسط درآمد سالیانه نیز به تناسب در سطح بسیار خوب (۳۱٬۵۴۴ دلار کانادا در سال) قرار دارد. «کمترین مقدار دستمزد در ساعت» در این استان ۱۰٫۲۵ دلار در ساعت است که این میزان برابر با میانگین کل در کانادا است. نرخ مالیات بر درآمد در این استان دومین نرخ پایین در کانادا است. وجود پارک‌های محافظت شده بسیار، دو رشته کوه و اقیانوس آرام به فضای تفریحی استان روحیه خاصی داده‌است. میانگین عمر در این استان ۸۰ سال است.

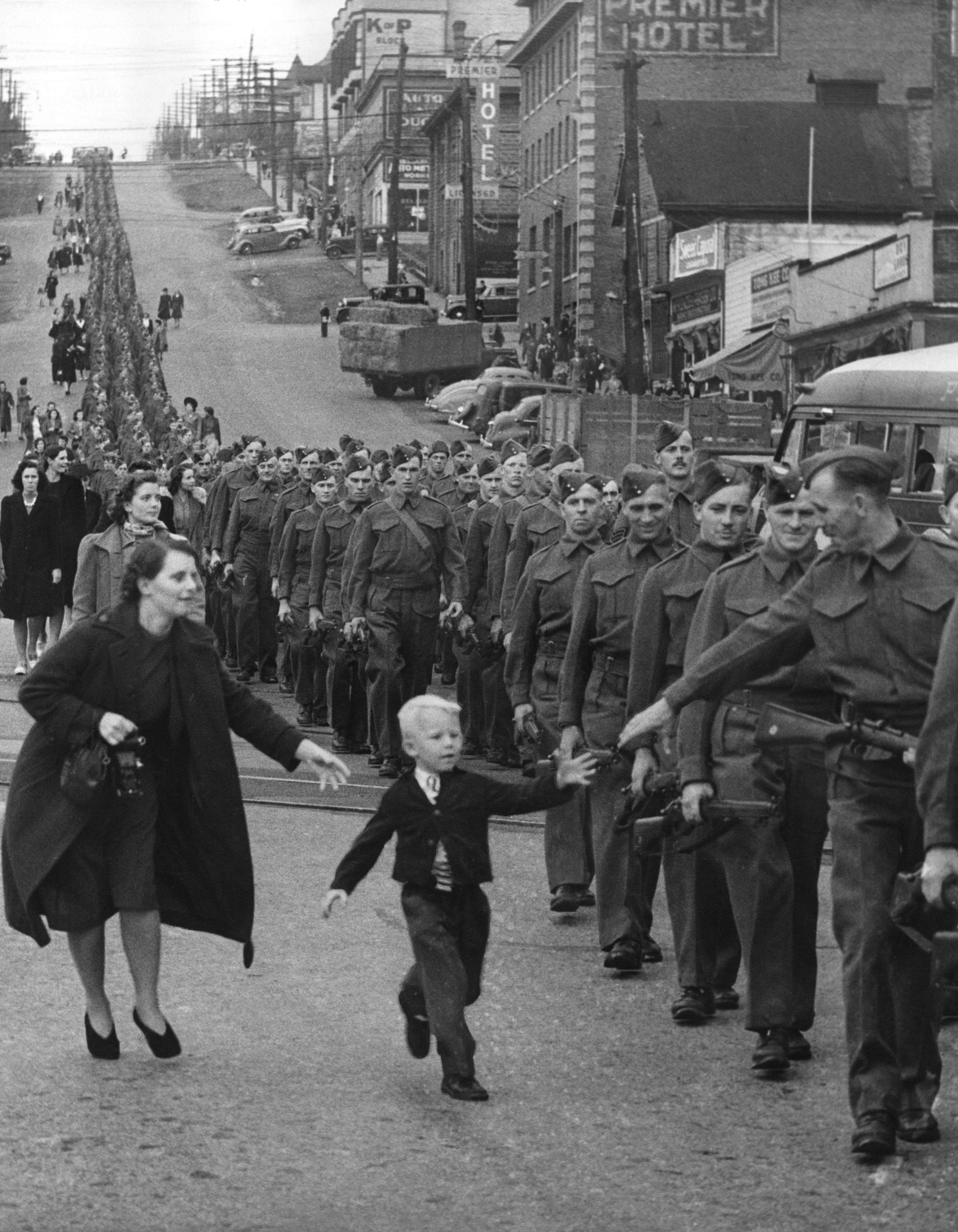
اعزام سربازان ایالت بریتیش کلمبیا به اروپا در زمان جنگ جهانی دوم (۱۹۴۰ میلادی)

## مسکن
هزینه‌های مسکن، کمی بیشتر ار دیگر نقاط کانادا است. گران‌ترین بخش‌های استان، شهرهای ونکوور و ویکتوریا هستند. البته اطراف آن‌ها خانه‌های حومه‌ای وجود دارد. در کل، درصد متوسط درآمد خانوار با هزینه‌های مالکیت در این دو شهر ۳۰ تا ۶۰ هزار دلار است. هزینه ماهیانه مسکن در این استان ۹۰۴ دلار کمی بیشتر از متوسط کانادا (۸۳۵ دلار) است.
بیشتر ساکنان ونکوور ترجیح می‌دهند که در حومه شهر مثل ریچموند، بریتیش کلمبیا، سوری یا برنابی زندگی کنند. هزینه‌های مسکن در این نواحی کمتر و فضای خانه‌ها بیشتر است. این شهرهای حومه‌ای مسافت زیادی تا شهر ندارند به همین دلیل بیشتر مهاجرین جدید در این شهرها ساکن می‌شوند.

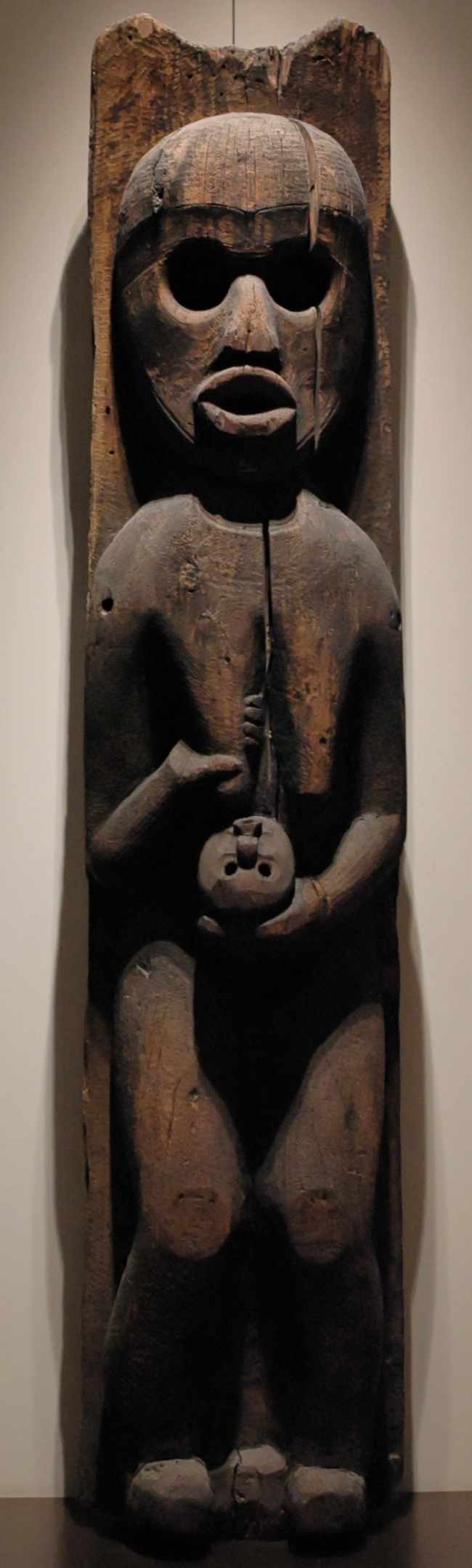
مجسمه چوبی ساخت سرخ‌پوستان بریتیش کلمبیا، نیمه دوم سده نوزدهم میلادی

## تحصیلات
این استان دارای نظام آموزشی دولتی مورد تأیید جهان است. در کانادا تمامی شهروندان و دارندگان اقامت دائم می‌توانند تا ۲۰ سالگی و تا سقف انتهای دبیرستان از تحصیلات رایگان دولتی استفاده کنند. از هزینه مالیات دوره‌های متنوع آموزشی از جمله مدارس بومی، ملیتی و دوره‌های فرانسوی، دوره‌های هنرهای زیبا، ورزش و دوره‌های فنی برگزار می‌شود. دانش آموزان این استان محدودیت جغرافیایی ندارند و می‌توانند در هر جای استان که بخواهند به‌طور رایگان تحصیل کنند. در سال‌های ۱۰، ۱۱ و ۱۲ دانش‌آموز پس از گذراندن امتحانات استانی می‌تواند فارغ‌التحصیل شود.
این استان ۱۹۰۰ برنامه آموزش عالی در ۲۶ مؤسسه آموزش عالی ارائه می‌دهد. در این استان ۶ دانشگاه، سه کالج دانشگاه (با ارائه دوره کارشناسی ارشد اغلب در رشته‌های تخصصی، دوره‌های فنی، مهارت آموزی) و ۱۲ کالج وجود دارد. شهریه متوسط یک سال تحصیل ۴۸۰۰ دلار است که ۱۰ تا ۱۵ درصد بیشتر از متوسط کانادا است. البته برنامه‌های بورسیه و اعطای وام نیز برای دانشجویان وجود دارد.
از دانشگاه‌های تراز اول این استان می‌توان به دانشگاه بریتیش کلمبیا، دانشگاه سایمون فریزر و دانشگاه ویکتوریا اشاره کرد که جذب‌کننده محققین و دانشمندان سراسر جهان هستند. چندین برنده جایزه نوبل فیزیولوژی و پزشکی، جایزه نوبل فیزیک و جایزه یادبود نوبل علوم اقتصادی، فارغ‌التحصیل دانشگاه بریتیش کلمبیا هستند. سطح علمی این دانشگاه‌ها کمک شایانی به شکوفایی اقتصاد استان می‌کند.

## بهداشت
طبق قوانین کانادا تمامی شهروندان کانادا می‌توانند از خدمات بهداشتی رایگان استفاده کنند. به عبارت دیگر اکثر هزینه‌های بهداشتی در کانادا به‌طور مستقیم از شهروندان دریافت نمی‌شود. البته خدمات غیرضروری مانند عمل زیبایی یا مراقبت‌های خاص از دندان تحت پوشش این خدمات نیستند. لیست خدمات ضروری غیر رایگان در هر استان متفاوت است. طرح بهداشتی دولتی این استان بیشترین هزینه (۳۵۰۰ دلار در سال برای هر نفر) را در کانادا انجام می‌دهد.

## فرهنگ
فرهنگ این استان متأثر از مناظر زیبای آن است. مردمان این استان به داشتن سلامت جسمی و انجام تفریحات در فضای باز از جمله دوچرخه‌سواری، اسکی، اسنوبرد، قایق‌رانی و شنا مشهور هستند. استان بریتیش کلمبیا دارای یکی از بهترین مناطق طبیعی جهان است و شرایط بسیار خوب تفریحی در این استان فراهم است. فرهنگ این استان تأثیر گرفته از فرهنگ اقوام مهاجر بریتانیایی، آلمانی، چینی، هندی و ژاپنی است. این تعدد فرهنگی موجب شده تا ونکوور سالانه مرکز جذب هنر و فرهنگ از سراسر جهان باشد.